# Quercus hypophaea
Quercus hypophaea là một loài thực vật có hoa trong họ Cử. Loài này được Hayata miêu tả khoa học đầu tiên năm 1912.

## Hình ảnh